# Campionatele europene de gimnastică feminină din 2008
Campionatele europene de gimnastică feminină din 2008, care au reprezentat a douăzecișișaptea ediție a competiției gimnasticii artistice feminine a "bătrânului continent", au avut loc în orașul Clermont-Ferrand din Franța.
Datorită valorii mondiale a gimnasticii europene, campionatele europene de gimnastică feminină au coincis, pentru foarte mulți ani, cu replica sa mondială.